# Gmina Drwinia
Die Gmina Drwinia ist eine Landgemeinde im Powiat Bocheński der Woiwodschaft Kleinpolen in Polen. Ihr Sitz ist das gleichnamige Dorf mit etwa 600 Einwohnern.

## Gliederung
Zur Landgemeinde (gmina wiejska) Drwinia gehören folgende 13 Dörfer mit einem Schulzenamt:
Bieńkowice
Drwinia
Dziewin
Gawłówek
Grobla
Ispina
Mikluszowice
Niedary
Świniary
Trawniki
Wola Drwińska
Wyżyce
Zielona
Eine weitere Ortschaft der Gemeinde ist Olszyny.